# Lys (Pyrénées-Atlantiques)
Pour les articles homonymes, voir Lys (homonymie).
Lys (prononcé [lis] ; en béarnais Lo Lis ou Lou Lis) est une commune française, située dans le département des Pyrénées-Atlantiques en région Nouvelle-Aquitaine.

## Géographie

### Localisation
La commune de Lys se trouve dans le département des Pyrénées-Atlantiques, en région Nouvelle-Aquitaine.
Elle se situe à 25 km par la route de Pau, préfecture du département, et à 27 km d'Oloron-Sainte-Marie, sous-préfecture.
Les communes les plus proches sont : 
Bruges-Capbis-Mifaget (4,0 km), Rébénacq (4,8 km), Haut-de-Bosdarros (4,9 km), Sainte-Colome (5,1 km), Sévignacq-Meyracq (5,1 km), Bescat (6,1 km), Arudy (6,7 km), Louvie-Juzon (7,1 km).
Sur le plan historique et culturel, Lys fait partie de la province du Béarn, qui fut également un État et qui présente une unité historique et culturelle à laquelle s’oppose une diversité frappante de paysages au relief tourmenté.

### Communes limitrophes
Les communes limitrophes sont  Bruges-Capbis-Mifaget, Haut-de-Bosdarros, Louvie-Juzon, Sainte-Colome et Sévignacq-Meyracq.
| Sévignacq-Meyracq |              | Haut-de-Bosdarros     |
|                   | Lys          | Bruges-Capbis-Mifaget |
| Sainte-Colome     | Louvie-Juzon |                       |

### Hydrographie

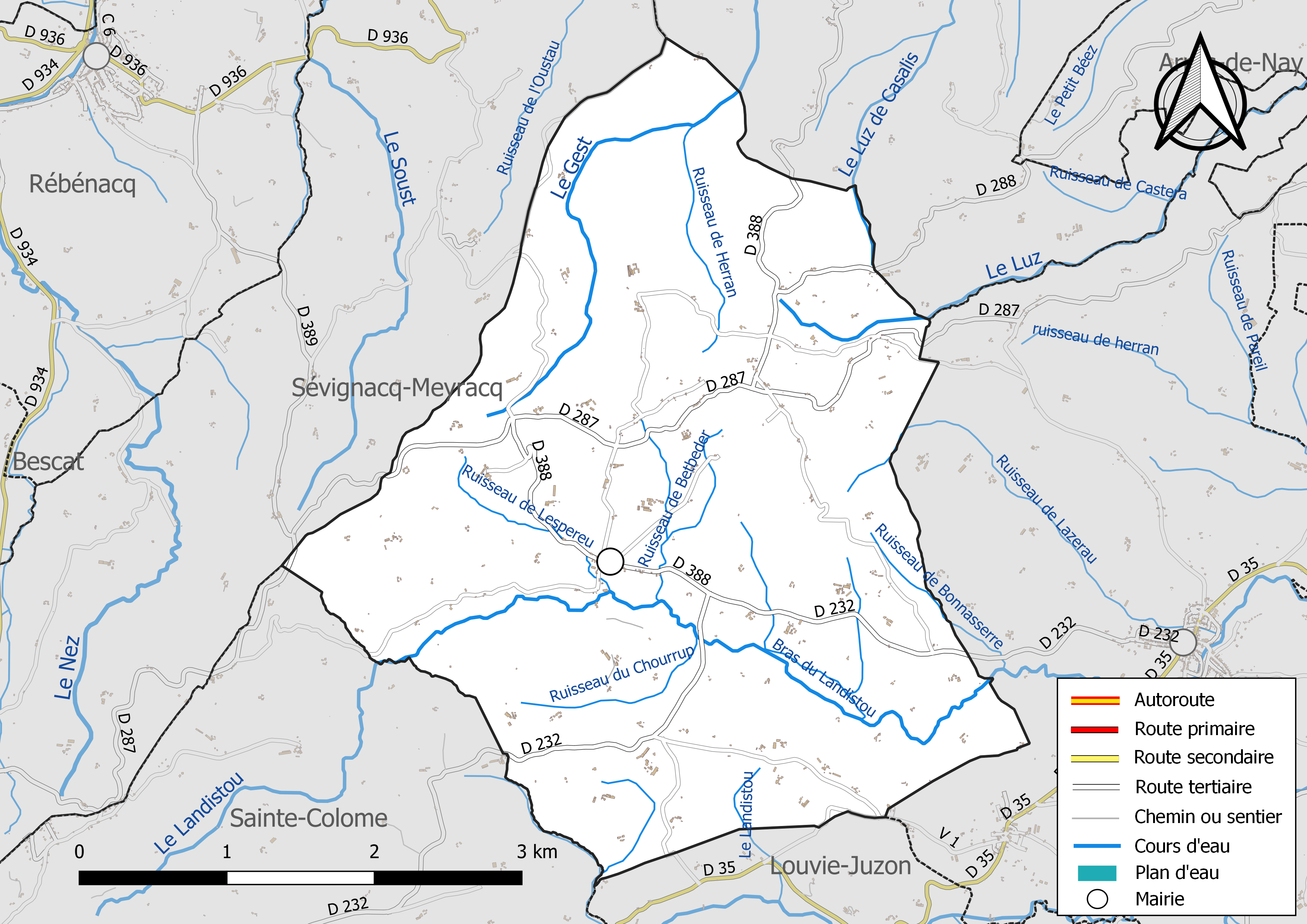
Réseaux hydrographique et routier de Lys.

La commune est traversée par un affluent du gave de Pau, le ruisseau le Luz (15,2 km en France) et ses affluents :
- le ruisseau le Gest (14,8 km en France) et son affluent :
  - le ruisseau de Herran ;
- le ruisseau le Luz de Casalis.

Un affluent du Béez (affluent du gave de Pau) coule également sur la commune : le ruisseau le Landistou (12,5 km en France), ainsi que ses affluents :
- le ruisseau de Betbeder ;
- le ruisseau de Bonnasserre ;
- le ruisseau du Chourrup ;
- le ruisseau de Lazerau ;
- le ruisseau de Lespereu.

La commune est également traversée par le ruisseau de la fontaine de Mesplé, et par son affluent, le ruisseau de Subercase.

### Climat
Pour des articles plus généraux, voir Climat de la Nouvelle-Aquitaine et Climat des Pyrénées-Atlantiques.
Historiquement, la commune est exposée à un climat de montagne.  
En 2020, Météo-France publie une typologie des climats de la France métropolitaine dans laquelle la commune est toujours exposée à un climat de montagne et est dans la région climatique Pyrénées atlantiques, caractérisée par une pluviométrie élevée (>1 200 mm/an) en toutes saisons, des hivers très doux (7,5 °C en plaine) et des vents faibles.
Pour la période 1971-2000, la température annuelle moyenne est de 12,5 °C, avec une amplitude thermique annuelle de 13,6 °C. Le cumul annuel moyen de précipitations est de 1 381 mm, avec 11,3 jours de précipitations en janvier et 9 jours en juillet. Pour la période 1991-2020, la température moyenne annuelle observée sur la station météorologique la plus proche, située sur la commune d'Asson à 8 km à vol d'oiseau, est de 13,2 °C et le cumul annuel moyen de précipitations est de 1 376,5 mm,. Pour l'avenir, les paramètres climatiques de la commune estimés pour 2050 selon différents scénarios d’émission de gaz à effet de serre sont consultables sur un site dédié publié par Météo-France en novembre 2022.

### Milieux naturels et biodiversité

#### Espaces protégés
La protection réglementaire est le mode d’intervention le plus fort pour préserver des espaces naturels remarquables et leur biodiversité associée,.
Dans ce cadre, la commune fait partie de la zone cœur et de l'aire d'adhésion du Parc National des Pyrénées. Créé en 1967 et d'une superficie de 45 806 ha, ce parc abrite une faune riche et spécifique particulièrement intéressante : importantes populations d’isards, colonies de marmottes réimplantées avec succès, grands rapaces tels le Gypaète barbu, le Vautour fauve, le Percnoptère d’Égypte ou l’Aigle royal, le Grand tétras et le discret Desman des Pyrénées qui constitue l’exemple type de ce précieux patrimoine confié au Parc national et aussi l'Ours des Pyrénées,.

#### Réseau Natura 2000
Le réseau Natura 2000 est un réseau écologique européen de sites naturels d'intérêt écologique élaboré à partir des Directives « Habitats » et « Oiseaux », constitué de zones spéciales de conservation (ZSC) et de zones de protection spéciale (ZPS).
Un site Natura 2000 a été défini sur la commune au titre de la « directive Habitats » : le « gave de Pau », d'une superficie de 8 194 ha, un vaste réseau hydrographique avec un système de saligues encore vivace,.

## Urbanisme

### Typologie
Au 1er janvier 2024, Lys est catégorisée commune rurale à habitat très dispersé, selon la nouvelle grille communale de densité à sept niveaux définie par l'Insee en 2022.
Elle est située hors unité urbaine. Par ailleurs la commune fait partie de l'aire d'attraction de Pau, dont elle est une commune de la couronne,. Cette aire, qui regroupe 227 communes, est catégorisée dans les aires de 200 000 à moins de 700 000 habitants,.

### Occupation des sols

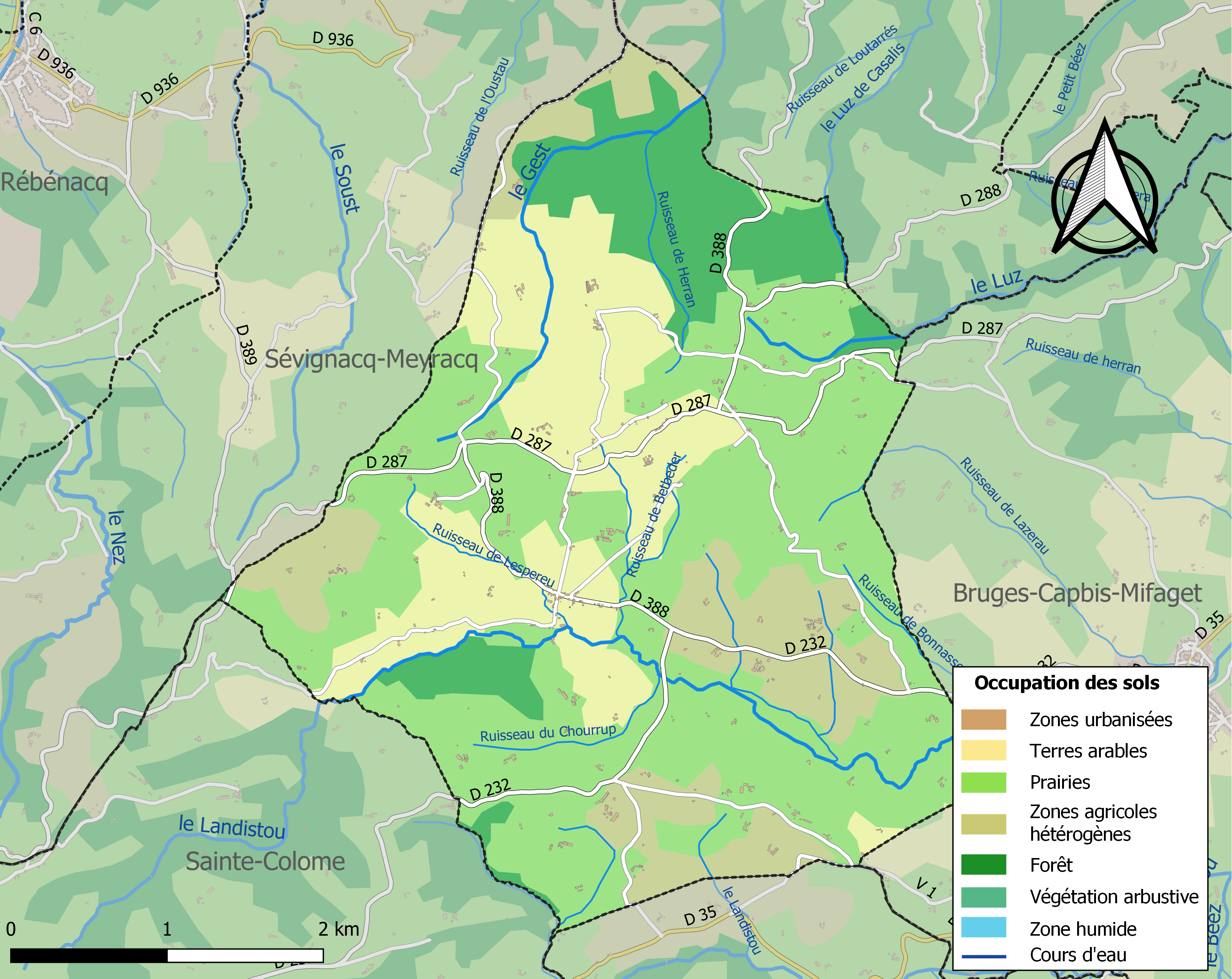
Carte des infrastructures et de l'occupation des sols de la commune en 2018 (CLC).

L'occupation des sols de la commune, telle qu'elle ressort de la base de données européenne d’occupation biophysique des sols Corine Land Cover (CLC), est marquée par l'importance des territoires agricoles (87,2 % en 2018), une proportion identique à celle de 1990 (87,2 %). La répartition détaillée en 2018 est la suivante : 
prairies (50,4 %), terres arables (21,7 %), zones agricoles hétérogènes (15,1 %), forêts (12,8 %). L'évolution de l’occupation des sols de la commune et de ses infrastructures peut être observée sur les différentes représentations cartographiques du territoire : la carte de Cassini (XVIIIe siècle), la carte d'état-major (1820-1866) et les cartes ou photos aériennes de l'IGN pour la période actuelle (1950 à aujourd'hui).

### Lieux-dits et hameaux
- lou Boscq ;
- Vic de Hoges de Baix ;
- Vic de Hoges de Haut ;
- Vic de Lis de Baix ;
- Vic de Lis de Haut.

### Risques majeurs
Le territoire de la commune de Lys est vulnérable à différents aléas naturels : météorologiques (tempête, orage, neige, grand froid, canicule ou sécheresse), inondations, feux de forêts, mouvements de terrains et séisme (sismicité moyenne). Un site publié par le BRGM permet d'évaluer simplement et rapidement les risques d'un bien localisé soit par son adresse soit par le numéro de sa parcelle.
Certaines parties du territoire communal sont susceptibles d’être affectées par le risque d’inondation par une crue torrentielle ou à montée rapide de cours d'eau, notamment le Landistou, le Luz et le Gest. La commune a été reconnue en état de catastrophe naturelle au titre des dommages causés par les inondations et coulées de boue survenues en 1982, 2007 et 2009,.
Lys est exposée au risque de feu de forêt. En 2020, le premier plan de protection des forêts contre les incendies (PDPFCI) a été adopté pour la période 2020-2030. La réglementation des usages du feu à l’air libre et les obligations légales de débroussaillement dans le département des Pyrénées-Atlantiques font l'objet d'une consultation de public ouverte du 16 septembre au 7 octobre 2022,.
Les mouvements de terrains susceptibles de se produire sur la commune sont des affaissements et effondrements liés aux cavités souterraines (hors mines). Afin de mieux appréhender le risque d’affaissement de terrain, un inventaire national permet de localiser les éventuelles cavités souterraines sur la commune.

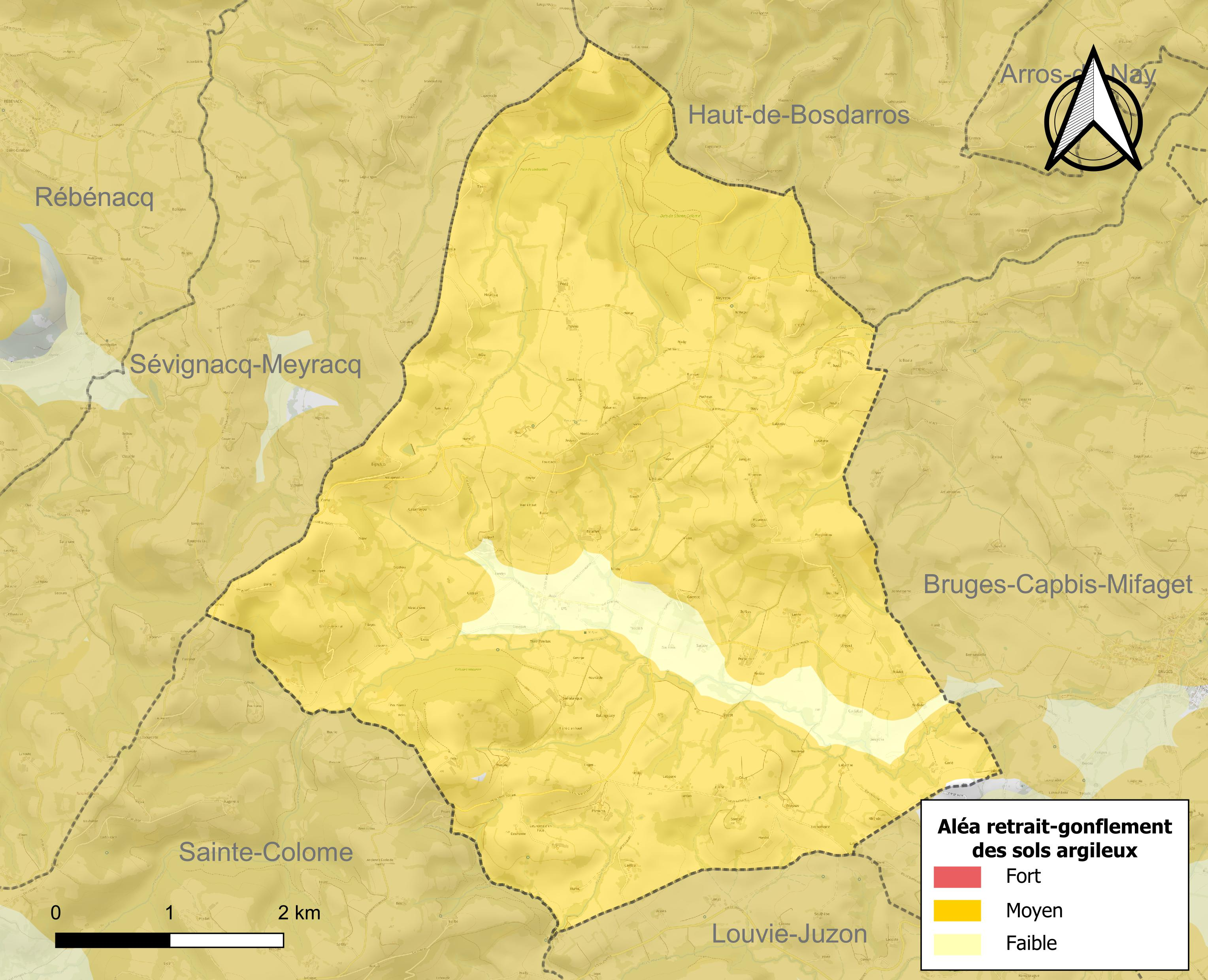
Carte des zones d'aléa retrait-gonflement des sols argileux de Lys.

Le retrait-gonflement des sols argileux est susceptible d'engendrer des dommages importants aux bâtiments en cas d’alternance de périodes de sécheresse et de pluie. 93,4 % de la superficie communale est en aléa moyen ou fort (59 % au niveau départemental et 48,5 % au niveau national). Depuis le 1er octobre 2020, en application de la loi ELAN, différentes contraintes s'imposent aux vendeurs, maîtres d'ouvrages ou constructeurs de biens situés dans une zone classée en aléa moyen ou fort,.

## Toponymie
Le toponyme Lys apparaît sous la forme Lis-Sainte-Colomme (1727, dénombrement de Sainte-Colome). Il vient du gascon et signifie terrain plat.
Son nom béarnais est Lo Lis ou Lou Lis.

## Histoire
Lys, anciennement annexe de Sainte-Colome, a acquis le statut de commune le 2 janvier 1858.

## Politique et administration
| Période                                  | Période  | Identité                | Étiquette | Qualité |
| ---------------------------------------- | -------- | ----------------------- | --------- | ------- |
| Les données manquantes sont à compléter. |          |                         |           |         |
| 1995                                     | 2014     | Francis Laur            |           |         |
| 2014                                     | En cours | Jean-Pierre Labourdette |           |         |

### Intercommunalité
La commune fait partie de cinq structures intercommunales :
- la communauté de communes de la Vallée d'Ossau ;
- le SIVU assainissement de la vallée d’Ossau ;
- le syndicat d'eau de la vallée d'Ossau ;
- le syndicat d'électrification du Bas-Ossau ;
- le syndicat de la perception d’Arudy.

La commune fait partie du Pays d'Oloron et du Haut-Béarn.

## Population et société

### Démographie
L'évolution du nombre d'habitants est connue à travers les recensements de la population effectués dans la commune depuis 1861. Pour les communes de moins de 10 000 habitants, une enquête de recensement portant sur toute la population est réalisée tous les cinq ans, les populations de référence des années intermédiaires étant quant à elles estimées par interpolation ou extrapolation. Pour la commune, le premier recensement exhaustif entrant dans le cadre du nouveau dispositif a été réalisé en 2008.

En 2022, la commune comptait 322 habitants, en évolution de −4,73 % par rapport à 2016 (Pyrénées-Atlantiques : +3,78 %, France hors Mayotte : +2,11 %).
| 1861  | 1866  | 1872  | 1876  | 1881 | 1886 | 1891 | 1896 | 1901 |
| ----- | ----- | ----- | ----- | ---- | ---- | ---- | ---- | ---- |
| 1 080 | 1 070 | 1 084 | 1 040 | 962  | 985  | 998  | 924  | 916  |

| 1906 | 1911 | 1921 | 1926 | 1931 | 1936 | 1946 | 1954 | 1962 |
| ---- | ---- | ---- | ---- | ---- | ---- | ---- | ---- | ---- |
| 908  | 856  | 685  | 657  | 622  | 621  | 564  | 526  | 518  |

| 1968 | 1975 | 1982 | 1990 | 1999 | 2006 | 2008 | 2013 | 2018 |
| ---- | ---- | ---- | ---- | ---- | ---- | ---- | ---- | ---- |
| 450  | 430  | 412  | 376  | 348  | 353  | 355  | 345  | 329  |

| 2022 | - | - | - | - | - | - | - | - |
| ---- | - | - | - | - | - | - | - | - |
| 322  | - | - | - | - | - | - | - | - |

### Équipements
La commune possède une école Calandreta (Calandreta deu Lis), ouverte depuis 2002.

## Économie
L'économie de la commune est essentiellement orientée vers l'agriculture et l'élevage (ovins, bovins, porcins, mulets). La commune fait partie de la zone d'appellation de l'ossau-iraty.

## Culture locale et patrimoine

### Lieux et monuments
- Église de l'Assomption-de-la-Bienheureuse-Vierge-Marie, fin du XVIIIe siècle.

### Personnalités liées à la commune
- Hubert Arbès, né en 1950 à Lys, coureur cycliste professionnel.

### Héraldique
| Blason de Lys | Blason  | De sinople au chef d'argent chargé d'une montagne de trois pics d'azur ; à la tige d'or feuillée de quatre pièces opposées deux à deux, sommée d'une fleur de lys, le tout d'or, brochant et mouvant de la pointe. |
| Blason de Lys | Détails | Armes parlantes. Adopté le 18 février 2020. |